# Dipiridamol
Dipiridamolul este un medicament utilizat ca antiagregant plachetar și vasodilatator. Căile de administrare disponibile sunt intravenoasă și orală.